# 北瓦利斯特里姆 (紐約州)
北瓦利斯特里姆（英語：North Valley Stream）是位於美國紐約州拿騷縣的普查規定居民點。

## 人口
根據2020年美國人口普查的數據，北瓦利斯特里姆的面積為4.91平方千米，當中陸地面積為4.83平方千米，而水域面積為0.08平方千米。當地共有人口11580人，而人口密度為每平方千米2,358.45人。